# Варак
 Тази статия е за библейския персонаж.  За материала вижте Фолио.  
Варак (на иврит: בָּרָק) е израилски военачалник от XII век пр. Хр.
Сведенията за него идват главно от Книга Съдии Израилеви. В нея той е син на Авиноам от Нефалимовото коляно, който заедно с пророчицата Девора води успешна кампания срещу ханаанците и нанася тежко поражение при планината Тавор на техния военачалник Сисара.[Съд. 4:6 – 22]